# Пельш, Валдис Эйженович
Ва́лдис Эйже́нович (Евгеньевич) Пельш (латыш. Valdis Pelšs; род. 5 июня 1967 года, Рига, Латвийская ССР, СССР) — советский и российский актёр театра, кино и телевидения, телеведущий, режиссёр телевидения, телепродюсер, шоумен, путешественник, певец и рок-музыкант. Один из основателей рок-группы «Несчастный случай». В 2001—2003 годах — директор детского и развлекательного вещания «ОРТ/Первого канала». Наибольшую известность получил как ведущий телепередач «Угадай мелодию», «Русская рулетка» и «Розыгрыш». С декабря 2019 года является послом фонда «Подари жизнь».

## Биография
Родился 5 июня 1967 года в Риге в семье инженера и экономиста. Его отец, Евгений (Эйжен) Пельш (1928—2015), бывший журналист, — латыш по национальности, имеет латгальские, литовские корни, приехал в Ригу из Вараклян, а мать Элла Пельш, инженер — русская по национальности, имеет еврейские корни, родом из Москвы, но сам Валдис заявлял, что считает себя больше латышом, чем русским. Согласно интервью, Пельш имеет только российское гражданство.
Родители познакомились во время строительства Плявиньской ГЭС, куда приехала инженер Элла в составе проектной группы из Москвы, а журналист Евгений Пельш почти год освещал это строительство.
У него есть старший брат по матери Александр — был одно время телеоператором, ныне занимается в Москве бизнесом, живёт в Москве, и младшая сестра Сабина (род. 1980), живёт в США.
В 1983 году окончил в Риге спецшколу с углублённым изучением французского языка и в том же году поступил на философский факультет МГУ.
Начав учиться в МГУ, пришёл в молодёжный театр МГУ (сейчас — Театр МОСТ), где в том числе познакомился со студентом механико-математического факультета Алексеем Кортневым, с которым вышел на сцену под именем «Дуэт „Несчастный случай“». За короткое время состав «Несчастного случая» увеличился до четырёх человек, став полноценной музыкальной группой.
Продолжал выступать в молодёжном театре МГУ до 1995 года. Участник музыкальных спектаклей «Межсезонье», «Сад идиотов», «Кабаре „Синие ночи ЧК“», «Кабаре 03», и нескольких других постановок театра.
Окончив МГУ, один год отработал младшим научным сотрудником Института истории естествознания и техники АН СССР.
В 1987 году пришёл на телевидение в качестве игрока команды КВН Московского государственного университета. Затем работал режиссёром «Оба-на!», сделал два выпуска, разработал концепцию серии программ под названием «Дебилиада», реабилитационная передача для слабых людей. После первого выпуска программу сняли «за издевательство и искажение облика Первого канала». Потом участвовал в подготовке передач: «И всё», «Пилот», но они не попали в эфир. Один из основателей и участник (1983—1997) группы «Несчастный случай».
С декабря 1993 по март 1994 года были созданы четыре выпуска программы «Кабаре „Синие ночи ЧК“» по мотивам одноимённого спектакля театра МГУ. Пробовал стать продюсером, но не получилось, потом Влад Листьев ему предложил стать ведущим передачи «Угадай мелодию», и он согласился.
В 1995 году вместе с программой «Угадай мелодию» попал в книгу рекордов Гиннесса, тогда её одновременно посмотрели 132 миллиона человек. Также рекордом считается, что за 40 дней сняли 143 программы подряд без выходных.
В декабре 2001 года, после гибели руководителя Дирекции детского и развлекательного вещания ОРТ Сергея Супонева, руководство телекомпании назначило Пельша на этот пост, также после 40 дней гибели Сергея Супонева пробовался на роль нового ведущего детской программы «Звёздный час». В некоторых развлекательных проектах «Первого канала» Пельш упоминается в титрах как «Продюсер Первого канала». С 2001 по 2003 год при его руководстве появляются такие передачи, как «Русская рулетка», «Народ против», «Дог-шоу» и другие. После ухода с должности также в 2003 году после четырёхлетнего перерыва возвращается «Угадай мелодию».
С 1996 по 1999 год и в 2005 году — ведущий (вместе с Алексеем Кортневым) церемоний «Золотой Граммофон».
В 2007 году участвовал в боксёрском шоу Первого канала «Король ринга», где провёл всего один поединок против певца Пьера Нарцисса, которому уступил техническим нокаутом. Из-за полученных повреждений дальнейшее участие в программе продолжить не смог.
В качестве автора, продюсера и ведущего занимается документалистикой. В 2015 году в эфир «Первого канала» вышел четырёхсерийный документальный фильм — «Люди, сделавшие Землю круглой». Фильм посвящён сверхдальним трансполярным перелётам, которые совершили экипажи Героев Советского Союза В. П. Чкалова и М. М. Громова. Фильм получил серебряную награду на фестивале «Corporate Media & TV Awards 2015» в Каннах, номинация — «История и цивилизация».
В мае 2016 года Пельш был участником экспедиции Александра Абрамова на высшую вершину планеты — Эверест, по мотивам которой был снят документальный фильм «Ген высоты».
В январе 2016 года состоялась премьера документального фильма о Московском государственном университете имени М. В. Ломоносова «Самый умный в мире небоскрёб». В 2019 году получил звание почётного профессора Московского государственного университета имени М. В. Ломоносова.
В декабре 2018 — январе 2019 во время съёмок документального фильма «Антарктида. Хождение за три полюса» совершил уникальный автомобильный автономный трансантарктический переход по маршруту: станция Новолазаревская — Полюс недоступности — Южный полюс — станция Восток (полюс холода) — станция Прогресс, преодолев за 34 дня 5519 км без дозаправки.
Принимает участие в жюри Высшей лиги КВН. С 2022 года также выступает в качестве одного из ведущих игр Высшей Лиги и Летнего кубка КВН.

## Политические взгляды
В 2007—2008 годах — член высшего совета политической партии «Гражданская сила». Впоследствии негативно оценивал свой политический опыт, называя его ошибкой.
В 2016 году в одном из радиоинтервью выступил в поддержку политики Путина по Крыму.

## Личная жизнь
Первая жена (официально 1988—2005) — юрист Ольга Игоревна Пельш, дочь заместителя министра внутренних дел России.
Дочь Эйжена Пельш (род. 1992), попала в книгу рекордов Гиннесса как самый молодой дайвер (14,5 лет), который совершал погружение у берегов Антарктиды. Прежнему рекордсмену было 20 лет.
Вторая жена — Светлана Пельш (д. Акимова) (официально с 19 декабря 2006), открыла в 2010 году агентство по подбору домашнего персонала, хозяйка агентства «МажорДом»: дизайн одежды для прислуги.
Дочь Илва Пельш(род. 2002).
Сыновья Михаил (род. 30 января 2002), Эйнер (род. 2009), Ивар (род. 8 декабря 2014).
Также на Ставрополье, в селе Покойном Будённовского района проживает троюродный брат по матери, музыкант Булавинов Сергей Сергеевич

### Увлечения
Серьёзно увлекается дайвингом (дайв-мастер Advanced Trimix Diver TDI и IANTD), прыгает с парашютом (участник рекордов России, Европы и мира в классе «Большие формации», четырёхкратный рекордсмен России, кандидат в мастера спорта по прыжкам с парашютом). Коллекционирует армейские шлемы времён первой и второй мировых войн.

## Семья
Отец Эугенийс (Евгений) Пельш (1928—2015) жил в Риге, был журналистом, ведущим Латвийского радио. Мать Элла живёт в Израиле, родители развелись.
Старший единоутробный брат Александр (от первого брака матери) был телеоператором, а теперь занимается шоу-бизнесом в Москве.
Младшая сестра Сабина (1980) живёт в Сан-Хосе (США), муж Томар. Есть внебрачный сын Михаил (2003), живёт в Тбилиси.

## Телевидение
Руководитель и ведущий
- 2013—2024 «Угадай мелодию» (Первый канал)

Режиссёр, сценарист и ведущий
- 1993 — «Дебилиада» (1-й канал Останкино)

Сценарист и ведущий
- 1993—1994 — «Кабаре „Синие ночи“» (1-й канал Останкино)

Ведущий
- 1995—2025 — «Угадай мелодию» (ОРТ/Первый канал)
- 1996 — «И всё»[37] (РТР)
- 1996 — «Эх, дороги»[38] (РТР)
- 1997 — «Сюрприз для Аллы, или Старые песни от главной» (ОРТ)
- 1997—1998 — «Эти забавные животные» (ОРТ)
- 1998—1999, 2005 — «Золотой граммофон» (ОРТ/Первый канал)[39]
- 1999—2000 — «Угадай и компания» (ОРТ)
- 2000, 2002—2005, 2012, 2015 — «Новогодняя ночь на ОРТ/Первом канале»[40][41] (ОРТ/Первый канал)
- 12.05.2001 — «Евровидение-2001». Ток-шоу после трансляции конкурса[42] (ОРТ)
- 2001 — «ТЭФИ—2001»[43] (НТВ)
- 2002—2004 — «Русская рулетка»[44] (ОРТ/Первый канал)
- 2002—2003 — «Властелин вкуса»[45] (Первый канал)
- 27 и 30.12.2002 — «Поле чудес. Новогодние выпуски»[46][47] (Первый канал)
- 2003—2005, 2007, 2009—2012 — «Розыгрыш»[48] (Первый канал)
- 2005, 2007 — «Пять звёзд» (Первый канал)
- 2008 — «Одни дома» (СТС)
- 2013—2014 — «Время обедать!» (Первый канал)
- 2018—2019 — «О чём поют мужчины» (Первый канал)
- 2018 — Праздничный концерт ко Дню спасателя (Первый канал)
- 2019 — «Живая жизнь» (Первый канал)
- 2019 — «Русский кёрлинг»[49] (Первый канал)
- 2022 — Высшая лига КВН (Первый канал, вместо заболевшего Александра Маслякова)
- 2022—2023 — «Поём на кухне всей страной» (Первый канал)
- 2023—2025 — «Я люблю мою страну» (Первый канал)
- 05.04.2025 — «Кто хочет стать миллионером?» ( Первый канал) — часть выпуска.

Неоднократно судил игры Высшей лиги КВН, будучи членом жюри. Наибольшее число раз среди всех гостей участвовал в программе «Смак».
- 2023 — КВН Дети (Солнце)

Часто снимался в рекламных роликах. Среди них — ролики сока «Элис — всегда на бис!», телевизора «Vestel» и акции «Миллионы Эльдорадо» (в паре с Вадимом Галыгиным).

## Документальные фильмы
Продюсер, автор идеи и ведущий
- 2017 — «Ген высоты, или как пройти на Эверест» (РД Студия)
- 2019 — «Большой белый танец»[52] (РД Студия)
- 2020 — «Антарктида. Хождение за три полюса»[53] (РД Студия)

Продюсер, сценарист и ведущий
- 2015 — «Люди, сделавшие Землю круглой» (РД Студия)
- 2016 — «Самый умный в мире небоскрёб» (РД Студия)
- 2016 — «Путешествие к центру Земли» (РД Студия)
- 2017 — «Берлин 41-го. Долетали сильнейшие» (РД Студия)
- 2018 — «Полярное братство» (Первый канал)
- 2022 — «Татарстан. Дорогами открытий»[54]

Ведущий
- 2004 — «Микки и Минни в Москве»[55] (Первый канал)
- 2017 — «Николай II. Последняя воля императора» (Первый канал)

## Музыка
- Совместно с Алексеем Кортневым является основателем группы «Несчастный случай» и являлся активным участником коллектива в 1983—1997 годах. В конце 1997 года был вынужден уйти в «творческий отпуск», что не мешает ему иногда выступать с группой.
- Как музыкант приобрёл популярность после успеха песни «Овощное танго» в 1996 году.
- В 1998 вместе с Алексеем Кортневым снялся в музыкальном фильме «На бойком месте».
- В 2003 принял участие в записи альбома «Последние деньки в раю», приуроченного к 20-летнему юбилею группы.
- В 2004 принял участие в шоу-программе «Zircus» в качестве конферансье, а также спел песню «Овощное танго».
- В 2006 принял участие в «халатном концерте» «Простые числа», посвящённом выходу одноимённого альбома.
- 25 и 26 ноября 2008 года «Несчастный случай» отыграл два концерта, приуроченных к 25-летию группы. Пельш участвовал в концерте в качестве ведущего, а также исполнил свои коронные номера «Овощное танго» и «Блюз для тех, кто спит со мной».
- 31 декабря 2008 года Пельш вместе с Кортневым и Чувелёвым («Несчастный случай») приняли участие в новогоднем концерте на «Первом канале», спев пародийный хит «Снежинка».
- 19 ноября 2010 года Пельш принял участие в презентации нового альбома группы «Несчастный случай» — «Тоннель в конце света». Исполнил в альбоме три песни.
- 30 ноября 2013 года принял участие в большом юбилейном концерте «Тридцатилогия», посвящённом 30-летию группы «Несчастный случай».
- 21 апреля 2014 года принял участие в презентации альбома «Гоняясь за бизоном», в котором поёт почти во всех песнях.
- 31 октября 2017 года принял участие в концерте «Что мы имели в виду?», в котором был ведущим, пел во многих песнях.

## Награды
- 1995 — премия «Овация» в номинации «Лучшая развлекательная программа» («Угадай мелодию»).
- 1996 — премия «Серебряная маслина» (Международный фестиваль телевизионных программ в Черногории).
- 1997 — премия «ТЭФИ» в номинации «Ведущий развлекательной программы» («Угадай мелодию»).
- 1997 — профессиональная премия Союза журналистов «Знак качества».
- 2005 — премия «ТЭФИ» в номинации «Развлекательная программа» («Розыгрыш»).
- Медаль ордена «За заслуги перед Отечеством» II степени (27 ноября 2006) — за большой вклад в развитие отечественного телерадиовещания и многолетнюю плодотворную деятельность[1].
- 2015 — почётная грамота Русского географического общества за создание документального фильма «Люди, сделавшие Землю круглой»[56].

## Дискография
В составе группы «Несчастный случай»:
- Троды плудов (1994)
- Mein Lieber Tanz (1995)
- Межсезонье (1996)
- Последние деньки в раю (2003)
- Тоннель в конце света (2010)
- Гоняясь за бизоном (2013)

## Фильмография
| Год  |   | Название                                         | Роль                                             |
| ---- | - | ------------------------------------------------ | ------------------------------------------------ |
| 1998 | ф | На бойком месте                                  | Пыжиков, приятель Миловидова                     |
| 1998 | ф | Старые песни о главном 3                         | донна Роза Д’Альвадорес                          |
| 2000 | ф | Брат 2                                           | камео                                            |
| 2000 | ф | 33 квадратных метра (эпизод «Береги Автомобиля») | камео                                            |
| 2004 | ф | Мяхялля в Москве                                 | милиционер                                       |
| 2004 | ф | 33 квадратных метра (эпизод «Акула пера»)        | камео                                            |
| 2005 | ф | Рублёвка Live                                    | ведущий                                          |
| 2005 | ф | Турецкий гамбит                                  | Данченко                                         |
| 2007 | ф | Золушка.ru                                       | камео                                            |
| 2007 | ф | Любовь-морковь                                   | ведущий аукциона                                 |
| 2008 | ф | Снежный человек                                  | Виктор Андреевич Орлов, главный редактор журнала |
| 2011 | ф | О чём ещё говорят мужчины                        | начальник Саши                                   |
| 2014 | ф | Быстрее, чем кролики                             | камео                                            |